# Дага
Да́га (ісп. daga) — холодна зброя, особливий різновид кинджала. Слугувала для захисту й завдання ударів лівою рукою, тоді як у правій руці тримали рапіру або шпагу. Тому дагу ще називають зброєю лівої руки.

## Історія даги
Ще у Стародавньому світі кинджал вважався найкращою зброєю ближнього бою. З віками він не тільки не втратив актуальності, але й став справжнім витвором зброярського мистецтва. Виготовлений спочатку з міді, бронзи, заліза, а згодом — зі сталі, інкрустований коштовностями, кинджал зайняв своє шановане місце серед витворів зброярського мистецтва. Благородство зброї, перетворення її зі стихійної сили у знаряддя людської волі завжди підкреслювалося мовою художнього оформлення та свідчило про високий статус власника.
Із розвитком зброярства одним із найцікавіших та найвишуканіших різновидів західноєвропейської холодної зброї стає особливий вид кинджала — дага. Вперше ця назва з'являється у XIV столітті, і вже з XV століття дага набуває поширення серед європейської дворянської знаті. Разом дага та довгий клинок вважалися єдино прийнятними, власне дворянськими видами зброї. На початку XV століття дагу носили на збройовому поясі, пізніше, коли пояс вийшов з ужитку — на правому стегні, руків'ям вперед.

Клинок, кінець XVI ст., сталь Дамаск, прямий, плаский, дволезовий, п'ятка видовжена з заглибленням.
Клейм на клинку немає.
Збережений у доброму стані. Геометрія клинка ромбоподібна.
Хрестовина S-подібна, з кільцем під палець.
Руків'я дерев'яне, взяте у дві срібні обіймиці. Між ними намотано срібний звитий дріт.
Верхівка руків'я масивна, пласка, з двома отворами.
Хрестовина і верхів'я оздоблені срібною інкрустацією (знак V під Бурбонською лілеєю)

У середньовіччі під назвою стилета, або корда, кинджал став визнаною зброєю європейців. Особливий різновид кинджала — дага — почав виконувати функцію фехтувального щита-баклера, який відійшов у минуле разом з важкими лицарськими обладунками. Із винаходом гартованої сталі міцне гранене лезо даги легко витримувало удари важкого клинка. Оскільки дага слугувала вже для захисту руки від меча супротивника, гарда даги стає найважливішою деталлю цієї зброї. Застосовувалася дага і як метальна зброя, і як misericordia — «зброя милосердя» для нанесення останнього удару пораненому супротивнику.
Руків'я даги було споряджене довгим перехрестям, з боків якого відходили спеціальні відгалуження для захвату леза нападника. Трубки руків'я виготовлялися зі слонової кістки, дерева, рогу, а верхівка руків'я — зі сталі. Довжина даги сягала близько 40 см, довжина загостреного з обох боків леза — близько 30 см. Іноді лезо робили хвилеподібним. Таке лезо точніше відбивало удари та швидко виводило з ладу зброю супротивника. Дага використовувалася не тільки для пасивного захисту, парирування та відхилення ударів. Її прямим, загостреним з обох боків лезом можна було завдавати вельми небезпечних ударів на короткій дистанції, у ближньому бою. Вона легко проникала у щілини обладунків. На дуелях нерідкими були випадки, коли, отримавши удар шпаги суперника, дуелянт вражав дагою ворога, який щойно вважав себе переможцем двобою.

Клинок, XVI — поч. XVII ст., сталь, плаский, дволезовий.
Біля п'ятки клинка хрестоподібні отвори і бокові захвати.
Невелика корозія.
Хрестовина пряма, руків'я — дерево, обмотане сталевим дротом.
Верхівка руків'я шароподібна.
Захисна дужка руків'я широка, щитоподібна, суцільна. Всередині обтягнута червоною шкірою. Шкіра ветха

Нові тенденції в оформленні зброї з'явилися на межі XIV—XV століть. Кожна річ вирізняється красою форм та разом з тим вишуканою простотою. Саме тоді найбільшого розповсюдження серед представників знатних родів набуває парадна, представницька зброя. Цьому сприяли і усталення лицарської естетики пізнього середньовіччя, і розвиток ювелірного мистецтва, і, безперечно, імпульс, даний світській культурі епохою Відродження. Створення та прикрашання зброї стає цариною прикладання майстерності найкращих ювелірів, які відтворювали складні цілісні композиції, що мали єдине смислове значення. Відомо, що серед авторів зброї були такі митці як Леонардо да Вінчі й Бенвенуто Челліні, Генрих Альдег-ревер, Ганс Гольбейн молодший і Пьєр Воерьо, Вірджил Солис і д'Орсоні. Найважливішою деталлю художнього портрету представника знатного роду ставала дага — тонка, вишукана, коштовна, вона могла багато розповісти про свого власника. Дага вважалася не тільки витвором зброярського мистецтва, але й символом шляхетності та мужності.

## Різновиди даг

### Іспанська дага
Іспанська дага має для прикриття руки широку вигнуту трикутну сталеву пластину, обернену верхівкою до верхівки руків'я (так званий тип en berceau) і оздоблену вишуканою чеканкою. Довгі дужки руків'я послуговують для відбивання ударів. Клинок прямий, з одним лезом і широкою основою.

### Німецька дага
Німецькі даги примітні своїми розсувними клинками. Як тільки палець натискає кнопку пружини, клинок розділюється на три леза, з яких середнє подібне до наконечника списа. Завдяки такій будові можна було зафіксувати шпагу супротивника, як у тризубі, та навіть зламати її. Така конструкція холодної зброї була вигадана у Саксонії, яка на той час входила до складу Священної Римської Імперії.

### Швейцарська дага
Швейцарські даги зазвичай носилися з двома або трьома ножами та мали хрестоподібне руків'я.

### Японська дага
Подібними до даги також є японський дзютте та саї — парні класичні даги з гардою-мечеломкою та граненим клинком.